# Ophthalmotilapia ventralis
Ophthalmotilapia ventralis е вид лъчеперка от семейство Цихлиди (Cichlidae).

## Разпространение
Видът е разпространен в Замбия.